# Los ricos también lloran
Los ricos también lloran es una telenovela mexicana producida por Valentín Pimstein para Televisa en 1979. Fue dirigida por Rafael Banquells y protagonizada por Verónica Castro y Rogelio Guerra. 
El elenco incluyó las actuaciones coestelares de Guillermo Capetillo y Edith González, así como con las participaciones antagónicas de Rocío Banquells, Carlos Cámara, Miguel Palmer (posteriormente reemplazado por Fernando Luján) y Flor Procuna. 
También participaron destacados actores como Augusto Benedico, Rafael Banquells, Alicia Rodríguez (posteriormente sustituida por Marilú Elizaga) y Aurora Clavel.
La primera parte de la trama fue adaptada por María Zarattini, mientras que la segunda se basó en Cuando se regala un hijo, radionovela escrita por Inés Rodena, que previamente había inspirado la telenovela venezolana Raquel, adaptada por Carlos Romero. Los ricos también lloran fue exportada a más de 120 países y doblada a 25 idiomas, además de ser adaptada en varios melodramas de Televisa.

## Gestación del proyecto
Emilio Azcárraga Milmo, fundador y presidente de Televisa, propuso a Valentín Pimstein la producción de una telenovela en Miami, lugar de residencia de la escritora Inés Rodena. Rodena, junto con Pimstein, había comenzado a desarrollar una futura telenovela que llevaría por título Perdí mi baby. 
Sin embargo, los planes cambiaron a petición de Azcárraga, quien solicitó que el proyecto se produjera en México. A raíz de ello, Pimstein tomó la decisión de cambiarle el nombre al proyecto, lo que generó críticas.

## Estreno y éxito
Los ricos también lloran se estrenó en el horario de las 18:30 y por su gran éxito, cambió al horario de las 21:30.
La telenovela basada en el material original de la escritora cubana Inés Rodena fue escrita y adaptada por María Zarattini en su primera etapa. Posteriormente, Valentín Pimstein decidió alargar la historia. Zarattini se negó a extender la trama, argumentando que no era viable, y presentó su renuncia. 
Ante esta situación, Pimstein convocó al escritor venezolano nacionalizado mexicano Carlos Romero, quien propuso combinar la historia original con otro argumento también escrito por Rodena. Esta estrategia, que ya se había utilizado en la telenovela venezolana Raquel (1973), permitió prolongar la narrativa y mantener el interés del público.
Durante la producción, se produjo un conflicto laboral entre Televisa y la Asociación Nacional de Actores, lo que impidió que catorce actores miembros del sindicato continuaran participando en las grabaciones. En respuesta, Pimstein tomó la decisión inédita de sustituir a los actores en huelga por otros intérpretes.
El éxito de Los ricos también lloran se extendió por toda América, Europa, Asia, África y Oceanía durante la década siguiente a su producción. La telenovela fue doblada a veinticinco idiomas, incluyendo  portugués, italiano, francés, inglés,  polaco, ruso, japonés, punjabi, cantonés, mandarín, árabe y coreano.[cita requerida]

## Historia

### Primera parte
Mariana Villarreal vive en un rancho en el estado de Guanajuato con su anciano padre Leonardo y su madrastra Irma; este se encuentra refugiado en la bebida desde que enviudó y sufrió un accidente que lo dejó paralítico.
A consecuencia de los vicios de su padre, Mariana ha crecido sin acceso a una educación adecuada y no ha logrado socializar de manera óptima. La joven ha descuidado su aspecto físico y su higiene personal. Su padre, sabiendo que morirá muy pronto, se arrepiente de no haber velado por ella todos estos años, aunque tiene la seguridad de que a su hija no le faltará nada cuando reciba su herencia.
Desgraciadamente, cuando Leonardo fallece, Mariana queda a merced de su cruel madrastra, Irma, y del amante de esta, llamado Diego. Irma se casó con Leonardo por interés económico, nunca lo amó y fue ella quien fomentó su dependencia al alcohol. Por ello, Leonardo dejó la administración de todas sus propiedades y su fortuna en manos de Irma, quien siempre le hizo creer que estaban en la bancarrota. Tras la muerte de su esposo, creyéndose la dueña de todo, Irma expulsó a Mariana de la hacienda sin importarle su suerte. 
La joven logra llegar a la capital y entabla amistad con un joven de escasos recursos llamado Pascual, más conocido como «Pato», quien le ofrece su humilde casa para vivir. Poco después de su llegada, Mariana es auxiliada por un sacerdote, el conocido padre Adrián, quien habla con su amigo, el millonario Alberto Salvatierra, para que la reciba en su casa y le consiga un trabajo como empleada doméstica. 
Alberto, sabiendo que su hijo —el arrogante y apuesto Luis Alberto— llegará pronto, tiene una brillante idea. Su plan consiste en que Mariana no trabaje como una empleada más, sino que sea tratada como «una más de la familia». Esto implica que se siente a la mesa con ellos, y que pueda expresarse y actuar con total libertad.  
Con esta estrategia, Alberto espera que su hijo cambie su actitud de holgazanería e irresponsabilidad, y se convierta en el hombre productivo, trabajador y exitoso que siempre ha deseado tener como hijo. Esta disparatada ocurrencia es recibida con gran molestia por su esposa, doña Elena, y su sobrina Esther.  
Doña Elena vive preocupada por el bienestar de su hijo, se niega a aceptar el estado deplorable en el que ha caído Luis Alberto, y afirma que en realidad está «enfermo» y necesita el cuidado de todos. Siempre lo ha consentido y malcriado, situación que ha terminado por hartar a don Alberto, quien está decidido a seguir adelante con su plan cueste lo que cueste.
Don Alberto se encariña con Mariana y siente una gran satisfacción al ayudarla y educarla, pues ve en ella un futuro prometedor. Con la llegada de Luis Alberto, surge en él un profundo despecho hacia Mariana, ya que piensa que su padre la trata con tanta consideración solo para fastidiarlo.
Como consecuencia, Luis Alberto se propone enamorar a Mariana sólo por diversión y para molestar a su padre, mientras que doña Elena cree que su hijo cambiará de actitud si se casa con su sobrina Esther. Esta última también desea que el enlace se lleve a cabo, ya que sueña con alcanzar una situación económica opulenta y no permitirá que nadie se lo impida.
Con el paso del tiempo, Luis Alberto no puede creer que, en realidad, se haya enamorado de Mariana. La joven logró conquistarlo con su dulzura y sencillez, y él está dispuesto a unir su vida con la de ella para siempre. Esther se muda a la casa de los Salvatierra junto con su nana Ramona, quien la quiere incondicionalmente y guarda un gran secreto.  
Esther también se entera de la relación entre Luis Alberto y Mariana, y urde un plan para separarlos. Ramona, conocedora de saberes ancestrales y de las artes oscuras, ayuda a Esther a embrujar a Luis Alberto y a Mariana, realizando hechizos en la comida de él y en la ropa de ella, con el fin de que rompan su relación y Luis Alberto se enamore de Esther. 
Mientras Ramona intenta que sus brujerías surtan efecto, Esther miente diciendo que está embarazada y que el hijo que espera es de Luis Alberto. Los señores Salvatierra creen en su palabra y obligan a Luis Alberto a cumplir con su “palabra de hombre” casándose con ella. Esther logra su objetivo gracias a las brujerías de Ramona y pronto se convierte en la flamante señora de Salvatierra. Mariana, muy dolida y también afectada por los hechizos, decide abandonar la casa de don Alberto y consigue un puesto como secretaria en sus empresas. 
Se muda a un departamento decente y conoce a una joven bella llamada Patricia, quien se convierte en su mejor amiga. Todo el esfuerzo y empeño que don Alberto puso en ella ha dado frutos: ahora Mariana es otra. Es culta, refinada, educada, bien vestida y bien hablada. Ya no es la misma “salvaje” que un día llegó a la lujosa casa de los Salvatierra. Mariana ha intentado olvidar a Luis Alberto y comienza un noviazgo con un joven y brillante arquitecto de las empresas de don Alberto: Leonardo Mendizábal.
Mientras tanto, Luis de la Parra, antiguo amigo de don Leonardo, se entera de su fallecimiento y va en busca de Mariana, ya que tiene en su poder el testamento de su padre. Irma, temiendo perder la herencia, exige a Diego —su amante— que encuentre a Mariana para eliminarla. Luis de la Parra contrata a un investigador para localizarla, pero al poco tiempo muere de un infarto. Diego logra infiltrarse en la casa de la familia Salvatierra con el fin de asesinar a Mariana.
Esther logra que Luis Alberto se case con ella. Finge haber tenido un aborto. En secreto, mantiene una relación con Diego. Más adelante, se descubre que Ramona es la verdadera madre de Esther, quien pierde la razón. Esther, ahora embarazada de Diego, muere por complicaciones durante el embarazo. Irma y Diego son detenidos por la policía 
Ramona se arrepiente, le pide perdón a Mariana y se vuelve incondicional a ella. Mariana se casa con Luis Alberto. Aun en su aparente pobreza, Mariana conocerá la felicidad que sólo el amor verdadero puede brindar. Pero cuando su verdadero destino se revele, aprenderá que... los ricos también lloran.

### Segunda parte
Mariana espera un hijo de Luis Alberto; pero, debido a un malentendido, él cree que Mariana lo ha engañado y que el hijo que espera no es suyo, por lo que la rechaza y le pide el divorcio. Los padres de Luis Alberto están de vacaciones en un crucero. Mariana, en un estado de confusión, pierde la razón y entrega a su hijo, sin querer, a Chole, una vendedora de billetes de lotería.  
Chole lo acepta y lo cuida como si fuera suyo; únicamente sabe que el niño se llama Beto. Mariana se da cuenta de lo que ha hecho y entra en desesperación. Se reconcilia con Luis Alberto y, juntos, inician la búsqueda del niño perdido. 
Pasa el tiempo. Beto ha crecido al cuidado de Chole. Luis Alberto y Mariana adoptan a una niña, a quien llaman María Isabel. El destino se encargará de volver a reunir a Mariana con su hijo. Beto entra a robar a la casa de los Salvatierra. Mariana, al enterarse de las razones que lo llevaron a cometer el delito, se convierte en su protectora. 
Mariana visita a Chole en el hospital y se entera de que Beto es su hijo. Cuando Chole le confiesa cómo llegó el niño hasta ella, Mariana sufre un desmayo. Desde ese momento, Mariana se hace cargo de Beto, sin revelarle que es su madre. Le compra ropa, le pone maestros particulares y les consigue un lujoso departamento, al que se mudan junto con Felipa, la fiel amiga de Chole.
Las visitas frecuentes de Mariana al departamento le traen problemas, ya que Sara —quien fue niñera de María Isabel y fue despedida por mantener una relación amorosa con Luis Alberto— ve a Mariana, supone que tiene un amante y comienza a chantajearla con revelar todo a Luis Alberto. Finalmente, la verdad sale a la luz cuando él, creyendo que Beto es amante de Mariana, intenta dispararle, pero se arrepiente.
María Isabel conoce a su verdadera madre, Joanna Smith. Luis Alberto se ausenta porque ha recibido la noticia de que su madre ha fallecido en el extranjero. Al regresar a México y reencontrarse con su padre, ambos deciden abandonar la casa. Ante esta situación, Chole y su amiga consideran huir con Beto, temiendo que Mariana intente quitárselo.
Al día siguiente, Mariana va al departamento y no encuentra a nadie. Se entera de que planean tomar un tren y decide seguirlas. En ese momento, Mariana le revela a Luis Alberto que Beto es su hijo. Beto se muda a la casa. Los Salvatierra organizan una fiesta: María Isabel y Beto se han enamorado, y Mariana y Luis Alberto se reconcilian y son felices.

## Reparto
- Verónica Castro - Mariana Villarreal
- Rogelio Guerra - Luis Alberto Salvatierra
- Rocío Banquells - Esther Izaguirre de Salvatierra
- Augusto Benedico - Alberto Salvatierra
- Rafael Banquells - Padre Adrián
- Alicia Rodríguez - Elena de Salvatierra (#1)
- Marilú Elizaga - Elena de Salvatierra (#2)
- Yolanda Mérida -  Nana Ramona Pérez
- Flor Procuna - Irma Ramos Vda. de Villarreal
- Miguel Palmer - Diego Ávila (#1)
- Fernando Luján - Diego Ávila (#2)
- Leonardo Daniel - Leonardo Mendizábal
- José Elías Moreno - Pascual «Pato» Hernández Acevedo
- Antonio Bravo - Luis de la Parra
- Columba Domínguez - María (#1)
- Maricruz Nájera - María (#2)
- Connie de la Mora - Patricia Medina
- Edith González - María Isabel Salvatierra Villarreal
- Christian Bach - Joanna Smith
- Guillermo Capetillo - Alberto «Beto» López
- Aurora Clavel - Mamá Chole López
- Ada Carrasco - Felipa
- Ricardo Cortés - Juan Manuel García
- Marina Dorell - Sara González de García
- María Teresa Rivas - Sor Úrsula
- Socorro Bonilla - Virginia, enfermera
- Juan Verduzco - Dr. Mejía
- Magda Haller - Doña Rosario
- Arturo Lorca - Jaime, el mayordomo
- Leticia Perdigón - Lili Lucier, amiga de María Isabel
- Robertha - Roberta
- Marta Resnikoff - Rosita
- Estela Chacón - Graciela Jiménez
- Manuel Guízar - Dr. Francisco Gómez Ocampo
- Carlos Fernández - Carlos Castañeda
- Edgar Wald - Pedro Torres
- Carlos Cámara - Fernando Branduardi
- Fernando Mendoza - Don Leonardo Villarreal
- Maleni Morales - Georgina
- Victoria Vera - Victoria «La Tormentosa»
- Miguel Ángel Negrete - Máximo
- Federico Falcón - Dr. López
- Humberto Cabañas - Humberto Carrillo
- María Rebeca - María Isabel (en su infancia)
- Armando Alcázar - Beto (en su infancia)
- Socorro Avelar - Morelia
- Gastón Tuset - Dr. Suárez
- Óscar Bonfiglio - Sebastián
- Teo Tapia - Dr. Joaquín Herrera
- Luis Bayardo - Arquitecto
- Margarita Cortés - Teresa
- Fernando Borges - Eduardo Sagredo
- Lina Michel - Collette de Mendizábal
- Carlos Pouliot - Federico Mendizábal
- Javier Marc - Lic. González
- Patricia Myers - Pachita
- Roberto Ballesteros - Camarero
- Enrique Munoz - Lic. De la Cueva
- Eugenio Cobo - Arturo
- Marypaz Banquells - Chela
- Arturo Guízar - Transeúnte
- Ricardo Ledezma - novio de Ernestina, sirviente de Don Luis
- Félix Santaella - Octavio Vázquez
- Genoveva Pérez - Sirvienta de Irma
- Rubén Calderón - Sr. Bustamante
- Enrique Hidalgo - Ginecólogo
- Ana Paula O'Farrill - Ana Paula
- Rolando de Castro - Lic.Humberto
- Gerardo del Castillo - Portero de edificio
- Blas García - Ramiro
- Raúl Meraz - Comisario Rivas
- Alejandra Peniche
- Alfonso Kafitti - Pedro
- Luis Couturier
- Miguel Gómez Checa
- Ricardo de Loera
- David Rencoret
- Eugenia D'Asil
- Tere Grobois
- Miguel Ángel San Román
- Fernando Larrañaga
- José Flores - Kike

## Versiones
- En 1995, Televisa realiza una segunda versión oficial del melodrama con María, la del barrio. Protagonizada por Thalía, Fernando Colunga e Itatí Cantoral.

- Brasil acoge la historia con el título Os ricos também choram en el año 2005. Protagonizada por Márcio Kieling y Thaís Fersoza y transmitida por la cadena SBT.

- La cadena Telemundo realiza una versión titulada Marina en el año 2006. Protagonizada por Sandra Echeverría, Mauricio Ochmann (más tarde reemplazado por Manolo Cardona) y Aylin Mujica.

- En 2011, Filipinas desarrolla una versión a partir del concepto de «María, la del barrio». Protagonizada por Erich Gonzales y Enchong Dee.

- En 2022, Televisa retoma la base del clásico de 1979 para hacerlo parte de los proyectos de «la Fábrica de sueños» en formato de serie bajo su nombre original Los ricos también lloran (serie de televisión). Protagonizada por Claudia Martín, Sebastián Rulli y Fabiola Guajardo.